# Bela, Kamnik
Bela este o localitate din comuna Kamnik, Slovenia, cu o populație de 89 de locuitori.